# Marion County (Kansas)
Marion County je okres ve státě Kansas v USA. K roku 2010 zde žilo 12 660 obyvatel. Správním městem okresu je Marion. Celková rozloha okresu činí 2 470 km².